# Ernst Leijer
Jesper Gustaf Ernst Leijer, född 6 augusti 1823 i Locketorps socken, Skaraborgs län, död 12 maj 1896 i Stockholm, var en svensk läkare och politiker. 
Leijer blev student vid Uppsala universitet 1842, medicine kandidat 1853, medicine licentiat 1855 och kirurgie magister 1857. Han var stadsläkare i Visby stad 1858–1859, tillförordnad läkare vid Svea artilleriregementes depåkompani där 1859–1864, läkare vid Visby havsbadanstalt 1859–1868, läkare vid Gotlands nationalbeväring 1859, lasarettsläkare i Visby och läkare vid Visby hospital 1859–1882, regementsläkare vid Gotlands nationalbeväring 1864–1886 och läkare vid Gotlands sjukhem under flera år från 1869. Han var även verksam som kommunalman och bosatt i Stockholm från 1882. Han var i riksdagen ledamot av andra kammaren 1870–1878, invald i Visby stads valkrets.